# 前531年
| 千纪： | 前1千纪 |
| 世纪： | 前7世纪 \| 前6世纪 \| 前5世纪 |
| 年代： | 前560年代 \| 前550年代 \| 前540年代 \| 前530年代 \| 前520年代 \| 前510年代 \| 前500年代                                                                                                  |
| 年份： | 前536年 \| 前535年 \| 前534年 \| 前533年 \| 前532年 \| 前531年 \| 前530年 \| 前529年 \| 前528年 \| 前527年 \| 前526年                                                                    |
| 纪年： | 周景王十四年 魯昭公十一年 齐景公十七年 晋昭公元年 秦哀公六年 宋元公元年 楚灵王十年 卫灵公四年 陈惠公三年 蔡灵侯十二年 曹武公二十四年 郑简公三十五年 燕悼公五年 吴王馀眛十三年 杞平公五年 |

## 大事記
- 晉昭公即位。
- 楚靈王在申邑宴请蔡靈侯，将他杀害。
- 鲁国季孙意如、晋国韩起、齐国国弱、宋国华亥、卫国北宫佗、郑国罕虎、曹国、杞国于厥慭会盟。
- 10月16日：楚靈王遣王子棄疾率楚师灭蔡，将蔡的世子有抓获杀死以作牺牲。
- 楚殺蔡太子友祭岡山。許國遷都白羽。

## 逝世
- 齊歸，鲁昭公的母亲
- 蔡靈侯，蔡国国君
- 刘定公
- 单成公
- 羊舌鮒，晋国大夫